# Michal Jonec
Michal Jonec (sinh 30 tháng 7 năm 1996) là một cầu thủ bóng đá Slovakia thi đấu cho câu lạc bộ Slovakia MFK Ružomberok ở vị trí hậu vệ.

## Sự nghiệp câu lạc bộ

### MFK Košice
Jonec ra mắt tại Fortuna Liga cho MFK Košice ngày 19 tháng 5 năm 2015 trước FO ŽP Šport Podbrezová.